# Christoph Martin Wieland
Christoph Martin Wieland (ur. 5 września 1733 w Oberholzheim, zm. 20 stycznia 1813 w Weimarze) – niemiecki poeta i prozaik.

## Twórczość
Początkowo jego utwory miały charakter pietystyczny i były pisane pod wpływem twórczości Klopstocka. Z czasem przeszedł jednak przemianę i tworzył utwory o lżejszym charakterze.
Tragedia Lady Johanna Gray (Zurych 1758) była pierwszym niemieckim dramatem napisanym białym wierszem.
W roku 1776 napisał ważną dla prozy niemieckiej powieść Agaton (niem. Geschichte des Agathon; wydanie polskie 1844), w której na bazie motywów antycznych rozwinął narrację psychologiczną. Kolejną ważną zasługą Wielanda dla literatury niemieckiej było przyswojenie jej dramatów Shakespeare’a. 
Był redaktorem ważnego pisma literackiego „Der Teutsche Merkur”, które założył w roku 1773. Za jeden z najważniejszych utworów w jego twórczości uważany jest napisany w 1780 roku romantyczny poemat epicki Oberon (wydanie polskie 1853).
Wieland, którego utwory są opisywane jako napisane humorystycznie, elegancko i inteligentnie, miał duży wpływ na kształtowanie niemieckiej poezji i literatury oświecenia i romantyzmu. 

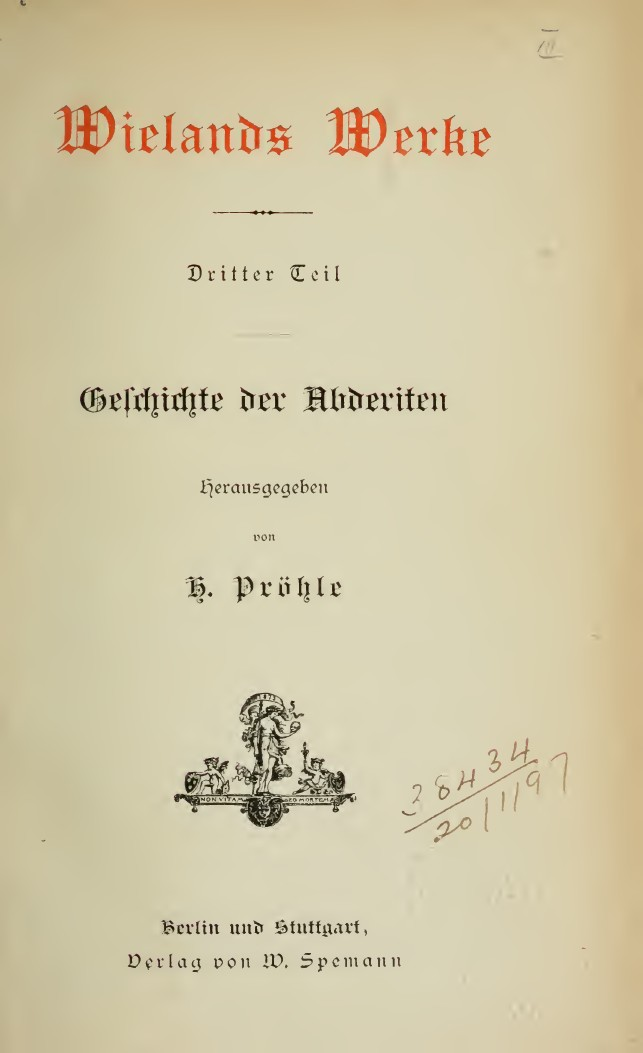
Geschichte der Abderiten (1887)